# Савінов Віктор Дмитрович
Са́вінов Ві́ктор Дми́трович (*4 лютого 1966, Київ) — директор Міжнародного інституту політичної філософії, політолог, філософ, журналіст, письменник, телекоментатор, телевізійний продюсер.
Міжнародний майстер з шахів (1998).

## Журналістська діяльність
Автор кількох тисяч статей з тематики: політика, економіка, культура, спорт.
З 1990 — Заступник головного редактора газети «Молода Гвардія»
З 1992 — Заступник головного редактора газети «Дума»
З 1993 — Заступник головного редактора газети «Київський вісник»
З 1994 — Перший заступник головного редактора, згодом головний редактор газети «Фінансова Україна»
З 1997 — Перший заступник головного редактора газети «Спортивна газета»
З 1999 — Перший заступник головного редактора газети «Діловий тиждень»
З 2001 — Головний редактор журналу «Команда»
З 2002 по 2004 — Засновник і головний редактор журналу «Спортклуб»
З 2010 — Перший заступник головного редактора газети «Спорт-Експрес в Україні»

## Літературна діяльність
Автор книг:
• Театр історії (2005),
• Несерйозна перешкода для кавалерії (2007)

## Телебачення та радіо
Спортивний телевізійний коментатор з 1989 року, коментував для українських телевізійних каналів (Перший національний, 1+1, Інтер, СТБ, ICTV, Мегаспорт, ТЕТ, Київ) і радіостанцій змагання з футболу, хокею, баскетболу, тенісу, боксу, кікбоксингу, боротьби, гольфу, автогонок, велоспорту.
З 2000 — Заступник генерального продюсера телеканалу СТБ
З 2002 — Заступник генерального директора телеканалу ТЕТ
З 2005 — Директор телеканалу Мегаспорт